# Anoectomychus lautipars
Anoectomychus lautipars là một loài bướm đêm trong họ Geometridae.